# Марко Торсільєрі
Марко Торсільєрі (ісп. Marco Natanel Torsiglieri; нар. 12 січня 1988, Кастелар, Буенос-Айрес) — аргентинський футболіст, захисник аргентинського клубу «Росаріо Сентраль».

## Клубна кар'єра
На професійному рівні Торсільєрі дебютував у «Велес Сарсфілді» 18 листопада 2006 року. Невдовзі був відданий в оренду клубові аргентинського другого дивізіону «Тальєрес-де-Кордоба» на сезон 2007-08 років. Після повернення до «Велеса» виграв Клаусуру 2009 року. Залишив «Велес Сарсфілд» у червні 2010 року й перейшов у Португалію до лісабонського «Спортінга». Сума трансферу склала 3,4 млн. євро.
15 червня 2011 року на правах оренди перейшов до харківського «Металіста». У перші півроку провів за «Металіст» у чемпіонаті України 16 матчів, забив один гол. У січні 2012 року «Металіст» оголосив про викуп всіх прав на Торсільєрі, контракт з ним укладено до 2016 року. Проте вже з жовтня гравець через ліміт на легіонерів став програвати позиція центрального захисника Андрію Березовчуку.
Улітку 2013 року позиції аргентинця остаточно похитнулися з приходом в команду Родріго Моледо, через що в серпні Марко був відданий в оренду на сезон в іспанську «Альмерію».
20 січня 2015 року перейшов в оренду терміном один рік до аргентинського клубу «Бока Хуніорс».
На початку липня 2016 року став гравцем аргентинського клубу «Росаріо Сентраль».

## Досягнення
- Чемпіон Аргентини (1) : 2009 (Клаусура)
- Бронзовий призер чемпіонату України (1) : 2011/12
- Срібний призер чемпіонату України (1) : 2012/13